# Anomiopus laetus
Anomiopus laetus (лат.) — вид пластинчатоусых жуков рода Anomiopus из подсемейства скарабеины (Scarabaeinae). Неотропика: Бразилия. Предположительно мирмекофилы. Длина тела от 4,5 до 7,6 мм; надкрылья от 2,5 до 3,8 мм; длина головы от 1,1 до 1,8 мм, ширина переднеспинки от 2,5 до 3,8 мм. Основная окраска темно-коричневая; голова и переднеспинка с металлическим зеленоватым отблеском; ноги немного светлее, красноватые. Усики с 3-члениковой булавой. Задние голени с одной вершинной шпорой. Вид был впервые описан в 1891 году британским энтомологом Чарльзом Оуэном Уотерхаусом (Charles Owen Waterhouse; 1843—1917) по материалам, собранным английским натуралистом и путешественником Генри Уолтером Бейтсом в штате Амазонас (Бразилия).